# Gare de Rixheim
Gare de Rixheim vasútállomás Franciaországban, Rixheim településen.

## Vasútvonalak
Az állomást az alábbi vasútvonalak érintik:
- Strasbourg–Bázel-vasútvonal

## Kapcsolódó állomások
A vasútállomáshoz az alábbi állomások vannak a legközelebb:
- Gare de Mulhouse-Ville (Gare de Mulhouse-Ville, A15 Mulhouse Saint-Louis Basle TER)
- Gare de Habsheim (Bahnhof Basel SNCF, A15 Mulhouse Saint-Louis Basle TER)